# Internationella fredsdagen
Internationella fredsdagen infaller varje år den 21 september. Det är en av FN:s internationella dagar, instiftad för att vädja till världens länder om ett 24 timmar långt eld upphör och icke-våld åtminstone en gång om året. Människor över hela världen ombedes också att deltaga i en tyst minut mitt på dagen.
Internationella fredsdagen instiftades först 1981 genom en resolution i FN:s generalförsamling så att den skulle sammanfalla med öppnandet av samma församling. 2001 antogs en ny resolution som fixerade dagen till datumet 21 september. Vid firandet är det brukligt att FN:s generalsekreterare ringer i Fredsklockan som finns vid FN:s högkvarter i New York.